# Чиграков, Сергей Николаевич
Серге́й Никола́евич Чиграко́в (более известен как «Чиж»; род. 6 февраля 1961, Дзержинск, Горьковская область, СССР) — советский и российский музыкант, автор песен, поэт, певец и гитарист. Основатель и лидер рок-группы «Чиж & Co». Участвовал также в группах «Разные люди», «Полковник и однополчане», «Шива».

## Молодость
Родился в рабочей семье. До 28 лет жил в Дзержинске Горьковской области — одном из центров химической промышленности. Там же непродолжительный период времени работал в школе № 33 учителем пения.
Когда Сергей учился в шестом классе, его брат Владимир (1952—2018) начал обучать будущего музыканта игре на гитаре. С 14 лет Сергей выступает совместно с братом в местных ансамблях, заменяет отсутствующих музыкантов. Первая исполненная песня — «Синий лес» Александра Градского. В то же время получает прозвище Чиж, в «наследство» от брата.
В Дзержинске оканчивает музыкальную школу им. Скрябина по классу аккордеона. После — музыкальное училище, из которого был сначала исключён за прогулы, но потом восстановлен, по окончании (с хорошими оценками) получает направление на дальнейшее поступление в вуз.
В 1982 году впервые приезжает в Ленинград и поступает в ЛГИК (Ленинградский государственный институт культуры) имени Крупской на кафедру оркестрового дирижирования и народных инструментов по классу «аккордеон и оркестровое дирижирование». По окончании идёт работать по специальности в культпросвет на отделение народных инструментов.
С 1983 по 1985 год служит в армии в городе Вентспилсе (портовый город в Латвии) в танковых войсках (воинская часть № 01351), играет на гитаре и пишет песни.

## Музыкальная карьера

### «ГПД»
После армии переходит на заочное отделение ЛГИКа и учится в джазовой студии Ленинградской консерватории в качестве барабанщика.
Возвращается в родной Дзержинск, где работает в школе № 33 города Дзержинска учителем музыки и пения, а также играет с цыганским ансамблем на свадьбах.
В начале 1986 года, после полугода работы в школе, будучи уже довольно популярным среди местных музыкантов, получает приглашение присоединиться к дзержинской группе «ГПД» («Группа продлённого дня»). Стиль музыки — хард-рок.
В ноябре 1986 года на 1-м Горьковском рок-фестивале неожиданно познакомился с группой «Разные люди» из Харькова (которая тоже носила тогда название "ГПД"), которую ему заочно описали как «панков».
В 1989 году заканчивает ЛГИК и тем же летом переезжает из Дзержинска в Харьков, где присоединяется к харьковской «ГПД».

### «Разные люди»
По приезде в Харьков Чиграков присоединяется к Александру Чернецкому, Павлу Михайленко, Олегу Клименко и Алексею Сечкину, и группа меняет название на «Разные люди». Репертуар группы состоит в основном из песен Александра Чернецкого и Павла Михайленко.
Через некоторое время, из-за ухудшения здоровья Александра Чернецкого, группа начинает исполнять песни Чигракова, по возвращении Александра Чернецкого репертуар делится поровну.
В 1991 году записывается альбом «Буги-Харьков», впервые состоящий полностью из песен Чижа. Также группа выступает с постоянными концертами.

### «Чиж & Co»
Через несколько лет Чиж уходит из группы «Разные люди». Кроме разногласий в группе, причиной ухода было предложение от Игоря Березовца и Андрея Бурлаки на запись собственной пластинки. И в 1993 году, уже в Петербурге, Чиж, при поддержке Бориса Гребенщикова, записывает первый сольный альбом, названный просто «Чиж», вышедший на виниле под лейблом «ОсоАвиАхим». В то же время выступает в Москве, участвует в живом эфире на радио «Ракурс». Так как в то время Чиж не имел группы, в записи ему помогали известные петербургские музыканты: БГ, Николай Корзинин (Санкт-Петербург), Александр Бровко (ДДТ), Михаил Чернов (ДДТ) и другие. Звукорежиссёром этой записи был легендарный петербургский музыкант и звукорежиссёр Юрий Морозов.
В конце 1993 — начале 1994 года Чиж дал несколько концертов в петербургских клубах с группой музыкантов, в которую входят Алексей Романюк и Александр Кондрашкин, ставшие впоследствии членами Чиж & Co.
Воодушевлённый реакцией петербургской публики, Чиж окончательно решился на переезд, и 1 мая 1994 года переселился в Петербург. Месяц спустя он уже собрал постоянную группу Чиж & Co. Для журналистов была придумана следующая версия. Набор в группу Чиж & Co проходил нестандартным способом: Сергей Чиграков разослал кучу объявлений по всем местам, где их брали, включая журналы «Юный натуралист» и «Техника — молодёжи». Объявление было следующего содержания: «Я — молодой, красивый, умею играть на гитаре. Если ты тоже молодой, красивый и умеешь играть на гитаре, пиши». И адрес. Как ни странно, нашлись люди, которые на этот текст отозвались, часть из них вы теперь можете лицезреть на сцене с Чижом. Конечно, на самом деле набор состава был результатом многочисленных прослушиваний и мини-сейшенов.
В 1996 году для записи клипа на песню «Полонез» Чиграков вместе с группой едут в Америку. Кроме того, этот год был ознаменован различными сольными проектами участников группы. Чиж принял участие в записи двух альбомов «Митьковские песни», наряду с такими известными исполнителями, как БГ, Юрий Шевчук, Вячеслав Бутусов, Александр Ф. Скляр и другими, спевшими по-новому старые добрые песни времён войны и советского мирного времени.
В 1998 году Чиж посещает Израиль и записывает с группой концертный альбом «Новый Иерусалим». Также была поездка в Лондон с концертом в клубе «Астория».
В 1995—2001 годах Сергей Чиграков участвует в записи трёх альбомов духовных песен священника Олега Скобля — «Крест кованый», «Крестный ход» и «Ангел молитвы».
После трёхлетнего молчания, в 2001 году, выходит сольная пластинка Чижа «Гайдном буду», где он спел и сыграл на всех инструментах, не привлекая продюсеров и других музыкантов. Звукооператором, по традиции, выступил Юрий Морозов. В том же году Чижу исполнилось 40 лет.
В июне 2004 года Сергей Чиграков в очередной раз пересёк Атлантику с тем, чтобы претворить в жизнь свою давнюю мечту — сыграть с чернокожими блюзовыми музыкантами. Совместный проект Чижа и «Herbert Maitlandt Band» носил название «Chizh & Blues company». Репертуар состоял из чижовских блюзов. Результатом совместного музицирования стали концерты в Бостоне и легендарном «China Club» в Нью-Йорке.
По возвращении из зарубежных гастролей Сергей Чиграков с помощью Алексея Романюка и Игоря Фёдорова закончил работу над записью саундтрека к сериалу с рабочим названием «Первый путь». Продолжив сотрудничество с «Разными людьми», выпустил альбом «Акустика».

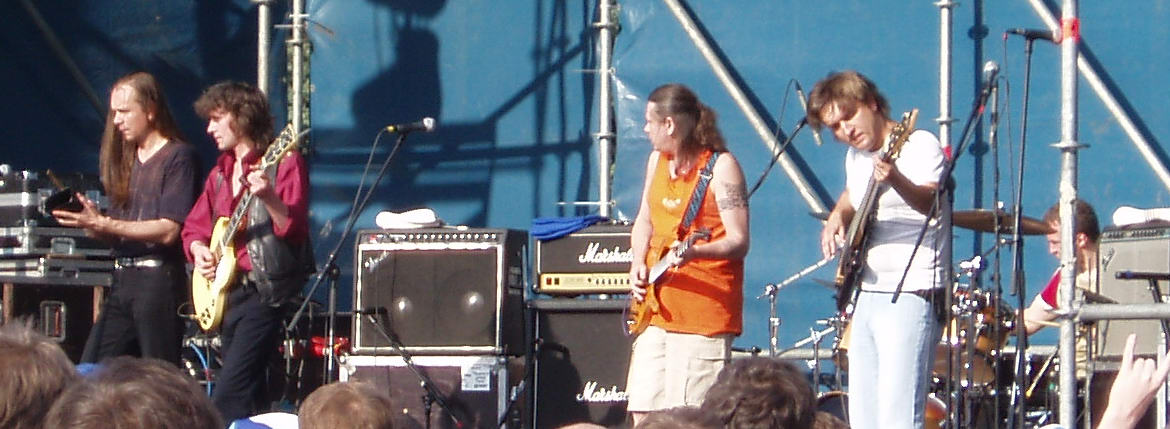
«Чиж и Ко» в Санкт-Петербурге, 2006 г.

15 ноября в 2014 году выступил в Москве в Крокус Сити Холле с юбилейным концертом к 20-летию группы.
23 октября 2015 года была представлена новая работа старых друзей «Улетай, моё похмелье». Чиграков написал в соавторстве с «Ромарио» и Евгением Маргулисом. Последний как раз и исполнил большую часть вокальных партий. Представление состоялось в программе «Чартова дюжина».
В 2017 году принял участие в записи концертного альбома Федора Чистякова «Рок, блюз и драйв», исполнив с Федором песню Майка Науменко «Я забываю».
В феврале 2018 года вместе с Дмитрием Дворецким написал музыку к песне «Любовь устало по секрету» на стихи Михаила Гуцериева, исполненной Сергеем Любавиным и Настей Николь.
В декабре 2020 года стало известно, что Сергей Чиграков уступил X5 Retail Group право на использование товарного знака «Чижик».
6 февраля 2021 года Сергею Чигракову исполнилось 60 лет. В честь этого события вышел трибьют-альбом на песни Чижа, в записи которого приняли участие Евгений Маргулис, «Мураками», Павел Фахртдинов, Сергей Никитин, а также менее известные исполнители. Также к юбилею музыканта был приурочен выход его совместного с Павлом Пиковским альбома «Передай другому», одноимённая песня с которого достигла первого места в «Чартовой дюжине» — хит-параде «Нашего радио».

## Общественная позиция
С июня 2017 года внесён в украинскую базу «Миротворец».

## Семья
- Отец — Николай Иванович Чиграков (03.01.1927 — 1983) — старший электрик на заводе.
- Мать — Антонина Васильевна Чигракова (01.08.1929 — 09.10.2011) — бухгалтер техникума.
- Первая жена Марина (учительница русского языка и литературы в МБОУ СШ № 2 города Дзержинска), сын Михаил (13.03.1986).
- Вторая жена Ольга, дочь Дарья (30.07.1992).
- Третья жена Валентина (1979), сыновья Николай и Даниил.
- Брат Владимир (15.09.1952 — 04.12.2018) проживал в Дзержинске.

## Дискография

### Альбомы
- 1993 — Чиж
- 1994 — Перекрёсток
- 1995 — …О любви
- 1996 — Эрогенная зона
- 1996 — Полонез
- 1997 — Бомбардировщики
- 1998 — Новый Иерусалим
- 1999 — Нечего терять
- 1999 — В 20.00 по Гринвичу
- 2001 — Гайдном буду!

### Совместные альбомы
| № | Название          | Участники                                      | Год выпуска | Комментарий |
| - | ----------------- | ---------------------------------------------- | ----------- | ----------- |
| 1 | Буги-Харьков      | Сергей Чиграков / «Разные люди»                | 1997        |             |
| 2 | Comeback          | Сергей Чиграков / Александр Чернецкий          | 2000        |             |
| 3 | Пятиугольный грех | Террариум                                      | 2000        |             |
| 4 | Капель            | Сергей Чиграков / «Avenue»                     | 2004        |             |
| 5 | Про слонов        | Сергей Чиграков / Павел Михайленко             | 2005        |             |
| 6 | Имена             | «Ромарио» / Сергей Чиграков / Евгений Маргулис | 2010        |             |
| 7 | Волопас           | Сергей Чиграков / Свободный полёт              | 2016        |             |
| 8 | Рок, блюз и драйв | Сергей Чиграков / Федор Чистяков               | 2017        |             |
| 9 | Передай другому   | Павел Пиковский / Сергей Чиграков              | 2021        |             |